# Western & Southern Financial Group Masters 2005
Cincinnati Masters 2005 (також відомий під назвою Western & Southern Financial Group Masters and Western & Southern Financial Group Women's Open за назвою спонсора) — тенісний турнір, що проходив на відкритих кортах з твердим покриттям. Це був 104-й за ліком Мастерс Цинциннаті. Належав до серії ATP Masters в рамках Туру ATP 2005, і до турнірів 3-ї категорії в рамках Туру WTA 2005. І чоловічі, і жіночі змагання відбулись у Lindner Family Tennis Center у Мейсоні (США). Чоловічі змагання тривали з 15 до 22 серпня 2005 року, жіночі - з 23 до 30 серпня 2005 року.

## Фінальна частина

### Одиночний розряд, чоловіки
Роджер Федерер —  Енді Роддік, 6–3, 7–5
- Для Федерера це був 9-й титул за сезон і 31-й — за кар'єру. Це був його 4-й титул Мастерс за сезон і 8-й - за кар'єру.

### Одиночний розряд, жінки
Патті Шнідер —  Морігамі Акіко 6–4, 6–0
- Для Шнідер це був 2-й титул за сезон і 10-й — за кар'єру.

### Парний розряд, чоловіки
Йонас Бйоркман /  Макс Мирний —  Вейн Блек /  Кевін Ульєтт, 6–4, 5–7, 6–2

### Парний розряд, жінки
Лора Гренвілл /  Абігейл Спірс —  Квета Пешке /  Марія Емілія Салерні 3–6, 6–2, 6–4